# Bohai (köpinghuvudort i Kina, Heilongjiang Sheng, lat 44,12, long 129,15)
Bohai (kinesiska: 渤海, 渤海镇) är en köpinghuvudort i Kina. Den ligger i provinsen Heilongjiang, i den nordöstra delen av landet, omkring 270 kilometer sydost om provinshuvudstaden Harbin. Antalet invånare är 36 258. Befolkningen består av 17 993 kvinnor och 18 265 män. Barn under 15 år utgör 11,0 %, vuxna 15-64 år 79 %, och äldre över 65 år 9,0 %.
Runt Bohai är det ganska tätbefolkat, med 56 invånare per kvadratkilometer. Närmaste större samhälle är Dongjingcheng, 4,8 km öster om Bohai. Trakten runt Bohai består till största delen av jordbruksmark.
Genomsnittlig årsnederbörd är 877 millimeter. Den regnigaste månaden är juli, med i genomsnitt 201 mm nederbörd, och den torraste är januari, med 5 mm nederbörd.